# 王世民
王世民（1935年7月—），男，汉族，河北元氏人，中国方剂学专家，山西中医学院原副院长、教授、主任医师，第三届国医大师。